# Rękopis znaleziony w Saragossie (powieść)

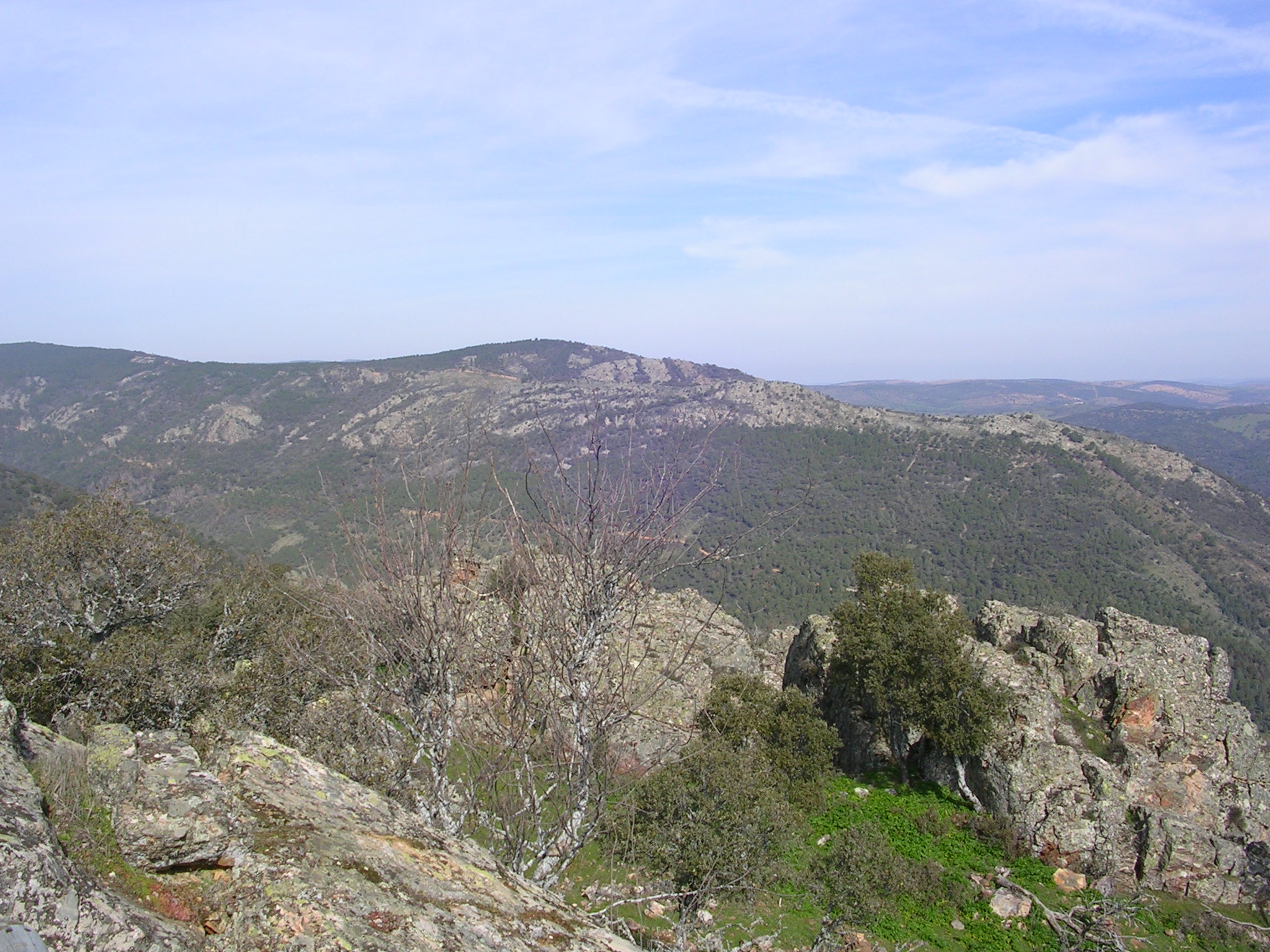
Góry Sierra Morena, gdzie toczy się część akcji powieści

Schemat szkatułkowej budowy fabuły

Rękopis znaleziony w Saragossie (oryg. fr. Manuscrit trouvé à Saragosse) – powieść łotrzykowska Jana Potockiego z przełomu XVIII i XIX wieku utrzymana w konwencji awanturniczego romansu przedstawiającego losy osiemnastoletniego kapitana z gwardii króla XVIII-wiecznej Hiszpanii.
Pełny tekst:  Rękopisów znalezionych w Saragossie  w Wikiźródłach 

  Pobierz jako: EPUB   • PDF   • MOBI  

## Struktura utworu
Autor zbudował swoją powieść, posługując się kompozycją szkatułkową (ramową). Powieść podzielona jest na 61 dni (sześć dekameronów i zakończenie, w ostatniej wersji autorskiej z 1810 r., wydanej w 2006 r. po odtworzeniu) albo 66 dni (w wersji przekładu Edmunda Chojeckiego). Składa się z wielu wątków tworzących różne opowiadania.

## Wersje
Potocki pracował nad powieścią od lat 90. XVIII wieku, a ukończył ją prawdopodobnie niedługo przed śmiercią. Powstały trzy wersje tego dzieła, z których dwie ostatnie Potocki pisał w latach 1804–1810. Ostateczna, autorska wersja dzieła nie jest znana. Wersje pisarza zostały skompilowane i ocenzurowane przez polskiego tłumacza Edmunda Chojeckiego w 1847. Do 45 rozdziałów z wersji drugiej dodał zakończenie wersji trzeciej, dokonując przeróbek. Późniejsze, nowe wydanie zostało przejrzane przez Jana Lorentowicza (1917, 3 tomy).
Pierwsze 13 dni z pierwszej wersji powieści Potocki opublikował w Petersburgu, po francusku, wiosną 1805 roku w liczbie 100 egzemplarzy. Fragmenty czterdziestu początkowych dni, z wersji trzeciej, ukazały się w Paryżu, bez nazwiska autora, w latach 1813 i 1814, jako dwie osobne publikacje, także po francusku.
Pierwsze wydanie całości w języku oryginału, pod redakcją Rogera Caillois, nastąpiło w Paryżu dopiero w 1958 roku, a kolejne, w wersji zrekonstruowanej przez René Radrizzaniego, opublikowane zostało w 1989.
François Rosset i Dominique Triaire, autorzy biografii Jana Potockiego, opublikowali w 2006 w Leuven w Belgii, w języku francuskim, drugą i trzecią wersję, jako dwie osobne książki. Obie te wersje odtworzyli wyłącznie z oryginalnych, francuskich manuskryptów, które znaleźli w bibliotekach we Francji, Polsce, Hiszpanii i Rosji oraz w zbiorach potomków Jana Potockiego. Wersja z 1804 składa się z 45 dni, a wersja z 1810 z 61 dni.
W zbiorach Biblioteki Narodowej znajduje się fragment rękopisu obejmujący dni 41–51. Był on własnością Biblioteki Ordynacji Zamojskiej, zaś po II wojnie światowej znalazł się w zbiorach Biblioteki Narodowej. Od 2024 manuskrypt prezentowany jest na wystawie stałej w Pałacu Rzeczypospolitej.

### Po polsku
Książka została napisana po francusku, polski przekład książki, autorstwa Edmunda Chojeckiego, został opublikowany w 1847. Wersja ta składa się z 66 dni. Można przypuszczać, że owe dodatkowe pięć dni w wersji polskiej zostało wykreowanych przez tłumacza przy okazji łączenia dwóch różnych wersji. W trzeciej, najpóźniejszej znanej wersji, zapewne najbliższej zamiarom autora, nie ma np. w ogóle opowieści Żyda Wiecznego Tułacza. Opowieść tę znajdujemy natomiast w polskiej wersji Chojeckiego.
Tekst według tłumaczenia Edmunda Chojeckiego został wydany w trzech tomach przez oficynę wydawniczą "Czytelnik" w 1950 roku.
W 2013, nakładem Korporacji Ha!art, ukazała się hipertekstowa wersja powieści Jana Potockiego, autorstwa Mariusza Pisarskiego, dostępna za darmo na portalu ha.art.pl (haart.e-kei.pl).
Wydawnictwo Literackie wydało w 2015 przekład ostatniej wersji autorskiej z 1810, a w 2016 wersji z 1804, oba autorstwa Anny Wasilewskiej.

## Adaptacje
Powieść została przeniesiona na ekran w 1965 roku przez Wojciecha Hasa (Rękopis znaleziony w Saragossie).